# Марц
Марц (нім. Marz) — громада округу Маттерсбург у землі Бургенланд, Австрія.
Марц лежить на висоті  252 м над рівнем моря і займає площу  17,4 км². Громада налічує 1999 мешканців. 
Густота населення 115/км².  
|                               |
| Марц на мапі округу та землі. |

 Адреса управління громади:  7221 Marz. 

## Демографія
Історична динаміка населення міста за даними сайту Statistik Austria

## Відомі особи
У Марці жив геолог Едуард Зюсс.

## Виноски
1. ↑  Dauersiedlungsraum der Gemeinden Politischen Bezirke und Bundesländer - Gebietsstand 1.1.2018 — Статистичне управління Австрії.
2. ↑  Einwohnerzahl 1.1.2018 nach Gemeinden mit Status, Gebietsstand 1.1.2018 — Статистичне управління Австрії.
3. ↑  www.marz.at. Архів оригіналу за 11 квітня 2021. Процитовано 18 квітня 2022.
4. ↑  Gemeindedaten von Marz. Архів оригіналу за 29 вересня 2007. Процитовано 3 листопада 2013.

| Австрія | Це незавершена стаття з географії Австрії. Ви можете допомогти проєкту, виправивши або дописавши її. |